# Фактор-структура
Фактор-структура — в універсальній алгебрі, це результат розбиття множини елементів алгебричної структури відношенням конгруенції.
Конгруенція — відношення еквівалентності, що сумісне зі всіма операціями даної структури.
Елементами фактор-структури є класи еквівалентності даного відношення, а операції є тими ж самими, що і в початкової структури.
Прикладами фактор-структури є
- фактор-множина,
- фактор-група,
- фактор-кільце,
- фактор-модуль,
- фактор-простір,
- фактор-алгебра (алгебри над полем).

Якщо A — множина елементів алгебричної структури {\displaystyle {\mathcal {A}}}, а E — відношення еквівалентності на A. Відношення E називається сумісним з (чи має властивість підстановки по відношенню до) n-арною операцією f, якщо із {\displaystyle (a_{i},\;b_{i})\in E} випливає {\displaystyle (f(a_{1},a_{2},\ldots ,a_{n}),f(b_{1},b_{2},\ldots ,b_{n}))\in E} для всіх {\displaystyle a_{i},\;b_{i}\in A} з {\displaystyle 1\leq i\leq n}. Відношення еквівалентності сумісне зі всіма операціями алгебричної структури називається конгруенцією для цієї алгебраїчної структури (чи універсальної алгебри).

## Теорема про гомоморфізми
...

## Ґратка конгруенцій
...

## Умова Мальцева
...